# Glacier Axel Heiberg
Le glacier Axel Heiberg est un glacier de vallée de 48 km de long, descendant du plateau Antarctique jusqu'à la barrière de Ross entre le chaînon Herbert et le mont Don Pedro Christophersen, dans la chaîne de la Reine-Maud.
Il fut découvert en novembre 1911 par le capitaine Roald Amundsen qui lui donna le nom du Consul Axel Heiberg, homme d'affaires norvégien et mécène scientifique ayant contribué à de nombreuses expéditions polaires norvégiennes. Amundsen passa par ce glacier pour monter sur le plateau Antarctique et être le premier à atteindre le Pôle Sud.

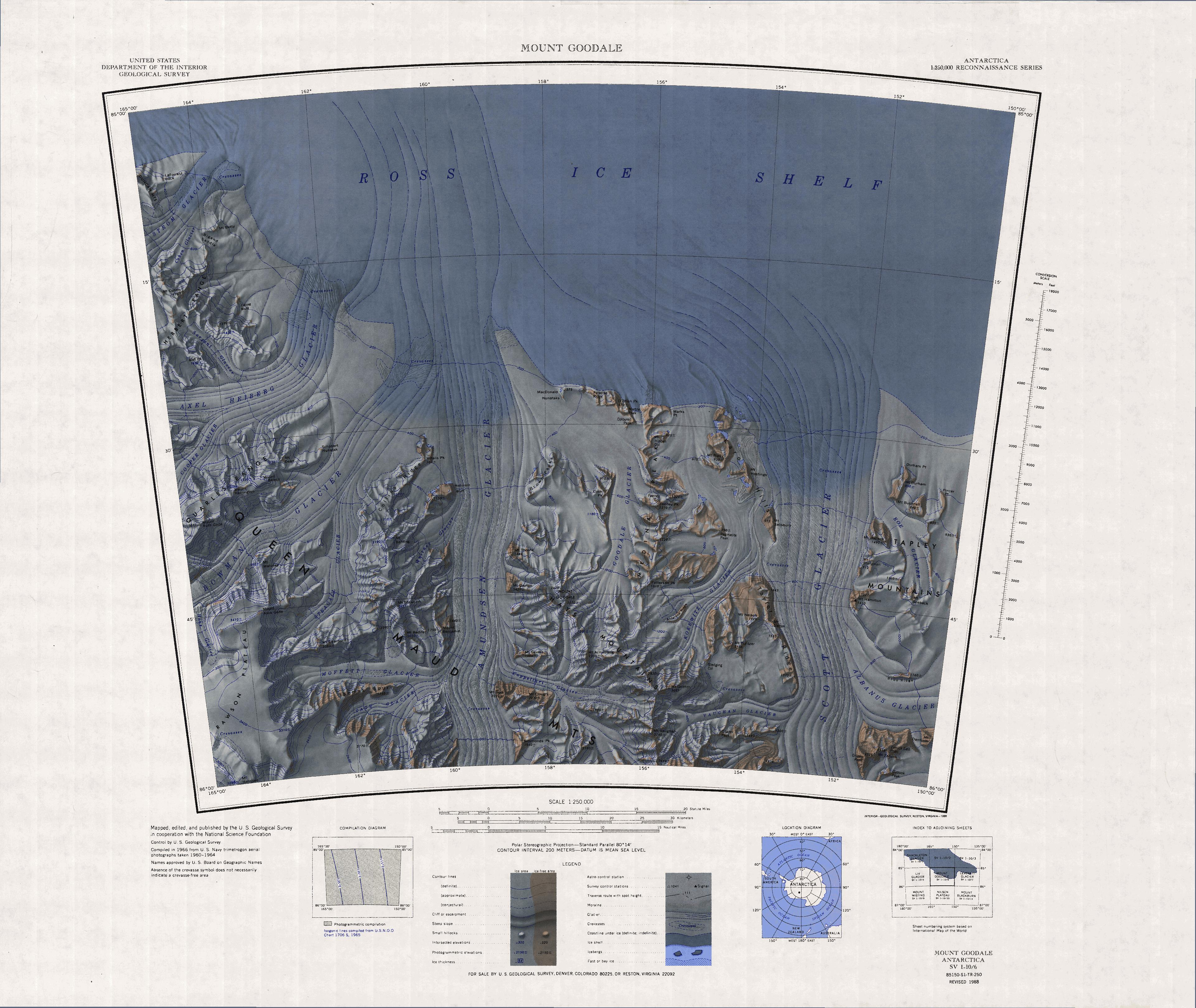
Carte topographique américaine avec la partie terminale du glacier Axel Heiberg (à l'ouest).